# Charadrius pecuarius
El chorlitejo pecuario (Charadrius pecuarius) es una especie de ave caradriforme de la familia Charadriidae propia de gran parte del África subsahariana, Madagascar y el delta del Nilo. Algunas aves, especialmente en las zonas costeras, son sedentarias, otras poblaciones son migratorias o nómadas.

## Descripción
Los adultos miden entre 14 y 16 cm de longitud. En plumaje reproductivo tiene el dorso, el píleo y las alas de un color pardo grisáceo, y las partes inferiores blancas con el pecho con ciertos matices anaranjados. Su patas largas son de color gris oscuro. La frente y la garganta son de color blanco, con el área loreal y una barra frontal negra, esta última se extiende como una banda por los lados y la parte trasera del cuello.
En invierno, los adultos pierden el patrón distintivo de la cara y se asemejan a los chorlitejos patinegros, pero son más pequeños y las patas y el pico más largo. Tienen las partes superiores menos uniformes que el chorlitejo patinegro, y siempre muestran una coloración rosa o naranja en el pecho. Los juveniles son similares a los adultos en invierno, pero el color de la región inferior a menudo se limita sólo a una estrecha parte en la garganta. Durante el vuelo, las plumas de vuelo primarias son de color oscuro con una barra alar blanca.
Para la alimentarse forrajea áreas de barro seco o hierba corta, generalmente cerca del agua. El nombre específico, pecuarius, significa "herbívoro", en referencia su hábitat de pastizales. Caza generalmente invertebrados, incluyendo insectos, gusanos, crustáceos y moluscos.

## Reproducción
Su hábitat de reproducción son terrenos abiertos en playas o marismas secas, cerca del agua, y con poco o ningún crecimiento vegetal. El nido es una simple raspadura, y ambos padres incuban los huevos, por lo general dos. Si un potencial depredador se acerca al nido, los adultos se alejan de la raspadura, llamando para atraer al intruso y fingiendo un ala rota. Una vez que el intruso está lo suficientemente lejos del nido, este emprende el vuelo.
Es gregaria fuera de la temporada de reproducción, se alimentan y descansan en grupos en su mayoría pequeños, pero en bandadas de hasta 250 durante la migración.